# Chon Thoun
Chon Thoun (ur. 10 stycznia 1990) – kambodżański zapaśnik walczący w stylu wolnym. Zajął czternaste miejsce na igrzyskach azjatyckich w 2018. Brązowy medalista igrzysk Azji Południowo-Wschodniej w 2019 i piąty w 2021. Zdobył dwa medale na mistrzostwach Azji Południowo-Wschodniej w 2023 roku.